# Weimar Clásico (Patrimonio de la Humanidad)

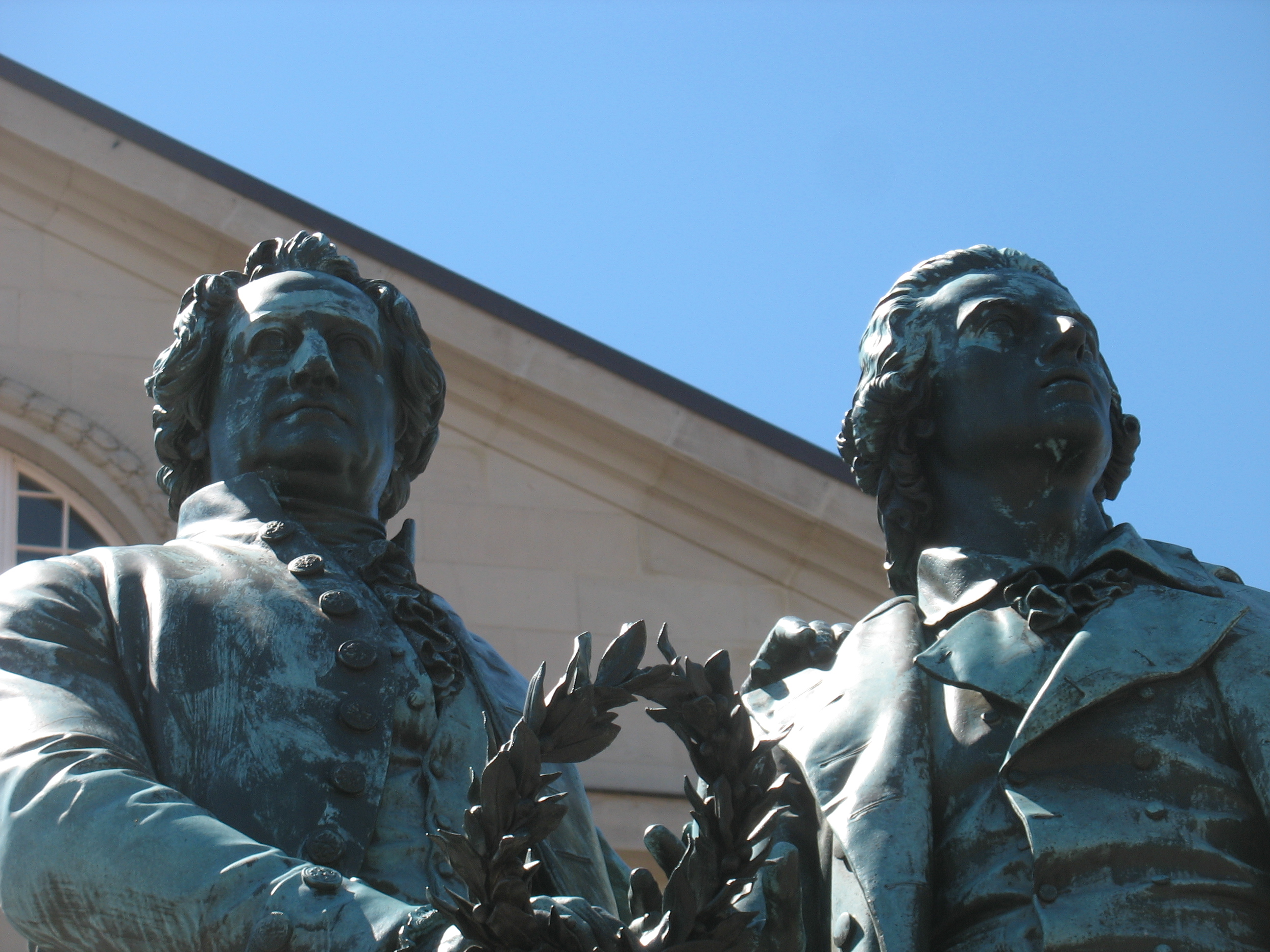
Estatua de Goethe y Schiller.

«Weimar Clásico» (en alemán: Klassisches Weimar) es un sitio del Patrimonio  Mundial de la Unesco que consiste en 11 sitios ubicados en y alrededor de la ciudad de Weimar, Alemania. El sitio fue inscrito el 2 de diciembre de 1998. Todas las propiedades dan testimonio de la influencia de Weimar como centro cultural de la Ilustración durante el siglo XVIII y principios del XIX. Varios escritores y filósofos notables vivieron en Weimar entre 1772 y 1805, como Johann Wolfgang von Goethe, Johann Gottfried Herder, Friedrich Schiller y Christoph Martin Wieland. Estas figuras marcaron el comienzo y participaron en el movimiento del Clasicismo de Weimar, y la arquitectura de los sitios de la ciudad refleja el rápido desarrollo cultural de la era clásica de Weimar.

## Sitios componentes
- Casa de Goethe,  la casa de  Johann Wolfgang von Goethe, construida en estilo barroco entre 1707 y 1709, y el Jardín de Goethe y la Casa del Jardín en Park an der Ilm[1]
- Casa de Schiller, también de estilo barroco, construida en 1777, aunque incorpora un edificio anexo del siglo XVI ;[1]
- Iglesia Herder (Iglesia de San Pedro y San Pablo), Casa Herder y Old High School, todas relacionadas con el filósofo, teólogo y poeta Johann Gottfried Herder (1774-1803).[1]
- Palacio de Weimar (Schloss Weimar) (Castillo residencial) y conjunto de la Bastilla;[1]
- El palacio de la Viuda (Wittumspalais), que consiste en un grupo de edificios barrocos de dos y tres plantas;[1]
- Biblioteca de la duquesa Ana Amalia;
- Parque del Ilm con la Casa Romana;[1]
- Palacio Belvedere y Orangeria un palacio barroco de dos pisos con un invernadero en forma de U;[1]
- Schloss Ettersburg y parque, una edificación de cuatro pisos que consta de tres alas y un patio;[1]
- Schloss Tiefurt y parque, una casa señorial que fue la residencia de verano de la duquesa Anna Amalia of Brunswick-Wolfenbüttel (1739-1807);[1]
- Cementerio histórico  y la tumba de los príncipes.[1]